# Olomouc (klein district)
Správní obvod obce s rozšířenou působností Olomouc (Nederlands: Administratief district van de gemeente met uitgebreide bevoegdheid Olomouc, afgekort SO ORP Olomouc) is een van de vier administratieve districten van gemeenten met uitgebreide bevoegdheid (správní obvody rozšířené působnosti obcí) in het Tsjechische district Olomouc in de regio Olomouc. Het administratief district is in 2003 opgericht en binnen het district vallen 45 gemeenten en één militair oefenterrein (vojenský újezd). De stad Olomouc, de gemeente Hlubočky en het militaire oefenterrein Vojenský újezd Libavá zijn gemeenten met bevoegd gemeentebestuur (obce s pověřeným obecním úřadem).

## Lijst van gemeente
De obce (gemeenten) in de SO ORP Olomouc. De vetgedrukte plaatsen hebben stadsrechten. De cursieve plaatsen zijn steden zonder stadsrechten (zie: vlek).
Bělkovice-Lašťany - Blatec - Bohuňovice - Bukovany - Bystročice - Bystrovany - Daskabát - Dolany - Doloplazy - Drahanovice - Dub nad Moravou - Grygov - Hlubočky - Hlušovice - Hněvotín - Horka nad Moravou - Charváty - Kozlov - Kožušany-Tážaly - Krčmaň - Křelov-Břuchotín - Liboš - Loučany - Luběnice - Lutín - Majetín - Mrsklesy - Náměšť na Hané - Olomouc - Přáslavice - Příkazy - Samotišky - Skrbeň - Slatinice - Suchonice - Svésedlice - Štěpánov - Těšetice - Tovéř - Tršice - Ústín - Velká Bystřice - Velký Týnec - Velký Újezd - Věrovany - Vojenský újezd Libavá